# Francisco Antonio de Agurto

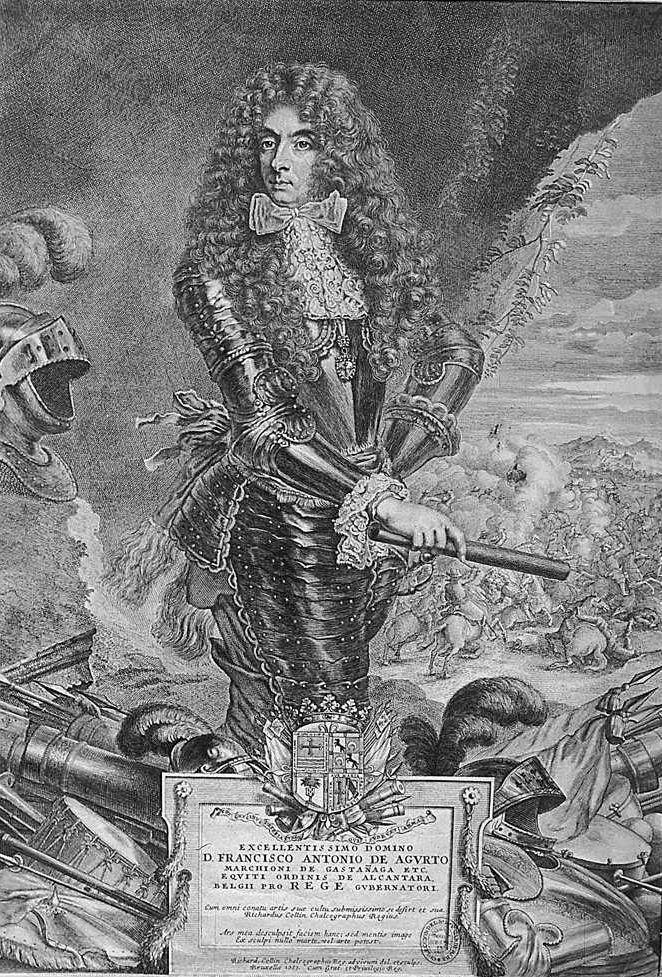
Francisco Antonio de Agurto

Francisco Antonio de Agurto y Salcedo, markies van Gastañaga (Vitoria, 19 juni 1640 - Barcelona, 2 november 1702) was een Spaans edelman, onderkoning en landvoogd van de Spaanse Nederlanden in de 17e eeuw.

## Levensloop

### Militaire loopbaan in Spanje
De Agurto was van Baskische oorsprong en doorliep een militaire carrière als kolonel, artilleriemeester, generaal-majoor en luitenant-generaal van de cavalerie waarbij hij had deelgenomen aan verscheidene veldslagen in de Nederlanden. In 1662 werd hij ridder in de Orde van Alcántara.

### Als landvoogd van de Zuidelijke Nederlanden
Na de dood van Ottone Enrico del Carretto in 1685 werd De Agurto op 30 december van dat jaar door koning Karel II van Spanje benoemd tot landvoogd en kapitein-generaal van de Zuidelijke Nederlanden. Tegelijkertijd kreeg hij de erfelijke titel van markies van Gastañaga. De Agurto deed zijn intrede in Brussel op 2 februari 1686 langs de Lakensepoort.
In 1688 brak de Negenjarige Oorlog uit tussen Frankrijk en de Republiek der Zeven Verenigde Nederlanden. In april 1689 verklaarde ook Spanje de oorlog aan Frankrijk en werd een bondgenoot van de Republiek. De Agurto trof daarna samen met veldmaarschalk van Waldeck de nodige voorbereidingen hiertoe. 
Op 26 augustus 1689 verrasten de Fransen de Hollandse troepen die gelegerd waren in Walcourt en die grote verliezen leden. De Agurto zelf trok over de Schelde bij Spiere en heroverde bijna zonder tegenstand de stad Menen. De Agurto leidde de Spaanse troepen in de Slag bij Fleurus en verdedigde de stad Bergen tegen de Fransen. De 6.000 Spaanse soldaten waren niet opgewassen tegen de overmacht van de 80.000 Fransen die de stad belegerden. Na een beleg van 9 maanden moest de stad zich op 8 april 1691 overgeven.
Deze nederlaag werd De Agurto vooral door Willem III van Oranje sterk aangewreven en deze deed zijn beklag over De Agurto in een brief aan koning Karel II. De Agurto trad af en werd opgevolgd door keurvorst Maximiliaan II Emanuel van Beieren, een aangetrouwd familielid van de vorst. Op 26 maart 1692 droeg De Agurto de macht over aan Maximilaan van Beieren.

### Terug in Spanje
Bij zijn aankomst in Spanje werd De Agurto gearresteerd. Na een onderzoek dat ruim een jaar duurde werd hij in oktober 1693 vrijgepleit van alle schuld.
In 1694 kreeg De Agurto eerherstel en werd hij benoemd tot onderkoning van Catalonië. Hij slaagde er eerst in om de opmars van de Fransen te stuiten maar toen hij in 1696 het offensief opende op de Fransen aan de oevers van de Tordera ten noorden van Barcelona, leed hij zware verliezen en sloeg een deel van zijn leger op de vlucht. De Agurto trad af en werd als onderkoning vervangen door Francisco de Velasco.
Bij het aantreden van de nieuwe koning Filips V van Spanje werd De Agurto benoemd tot regimentskolonel van de koninklijke wacht te paard. Hij stierf plots in 1702 toen hij in Barcelona de vorst opwachtte bij diens terugkeer vanuit Lombardije.
De Agurto was ongehuwd en de titel van markies van Gastañaga ging over naar zijn jongere broer Iñigo Eugenio de Agurto (1648-1715).

## Werken
- Tratado y Reglas militares, Madrid, 1689